# Шулич, Лука
Лука Шулич (хорв. Luka Šulić; род. 25 августа 1987, Марибор) — хорватский виолончелист.

## Биография
Родился в семье музыкантов. В 14 лет был принят в Загребскую академию музыки в класс Вальтера Дешпаля, по окончании курса отправился продолжать образование в Венскую академию музыки к Райнхарду Лацко.

## Музыкальная карьера
Начиная с 1999 года неоднократно становился обладателем призов на различных детских и юношеских международных конкурсах; наиболее весомым достижением на данный момент является победа на Международном конкурсе виолончелистов имени Витольда Лютославского в Варшаве (2009).
Концертная активность берёт отсчёт от участия в музыкальных фестивалях в Любляне (2003) и Дубровнике (2005), а также выступлений в программе Международного благотворительного фонда Владимира Спивакова в Москве.
С 2011 года участник дуэта виолончелистов 2Cellos.

## Семья
- Жена — Тамара Милетич (хорв. Tamara Miletic; род. 1 октября)
  - Сын — Вал (хорв. Val)
  - Дочь — Хана (хорв. Hana)